# 前140年代
| 千纪： | 前1千纪 |
| 世纪： | 前3世纪 \| 前2世纪 \| 前1世纪                                                                              |
| 年代： | 前170年代 \| 前160年代 \| 前150年代 \| 前140年代 \| 前130年代 \| 前120年代 \| 前110年代                    |
| 年份： | 前149年 \| 前148年 \| 前147年 \| 前146年 \| 前145年 \| 前144年 \| 前143年 \| 前142年 \| 前141年 \| 前140年 |

前140年代從前149年1月1日開始，於前140年12月31日結束。

## 大事记
- 前149年，第三次布匿戰爭开始。
- 前148年，臨江王劉榮自殺。竇太后殺郅都。梁孝王劉武遣人暗殺大臣袁盎等十餘人。
- 前147年，丞相周亞夫免。
- 前146年，第三次布匿戰爭结束，迦太基亡。羅馬西征軍陷馬其頓城，馬其頓王國亡。
- 前144年，梁孝王劉武卒，封其五子均為王。漢景帝命更減笞法，三百為二百，二百為一百。任酷吏寧成為中尉。
- 前143年，漢景帝誣前丞相周亞夫謀反，下獄，周亞夫絕食死。
- 前142年，匈奴攻雁門，雁門太守馮敬戰死。
- 前141年，漢武帝劉徹嗣位。

## 逝世
- 前141年，漢景帝劉啟